# Ouralmach (métro d'Iekaterinbourg)
Ouralmach (en russe : Уралмаш et en anglais : Uralmash) est une station de la ligne 1 du métro d'Iekaterinbourg.
Mise en service en 1991, elle est desservie par les rames de la ligne 1.

## Situation sur le réseau

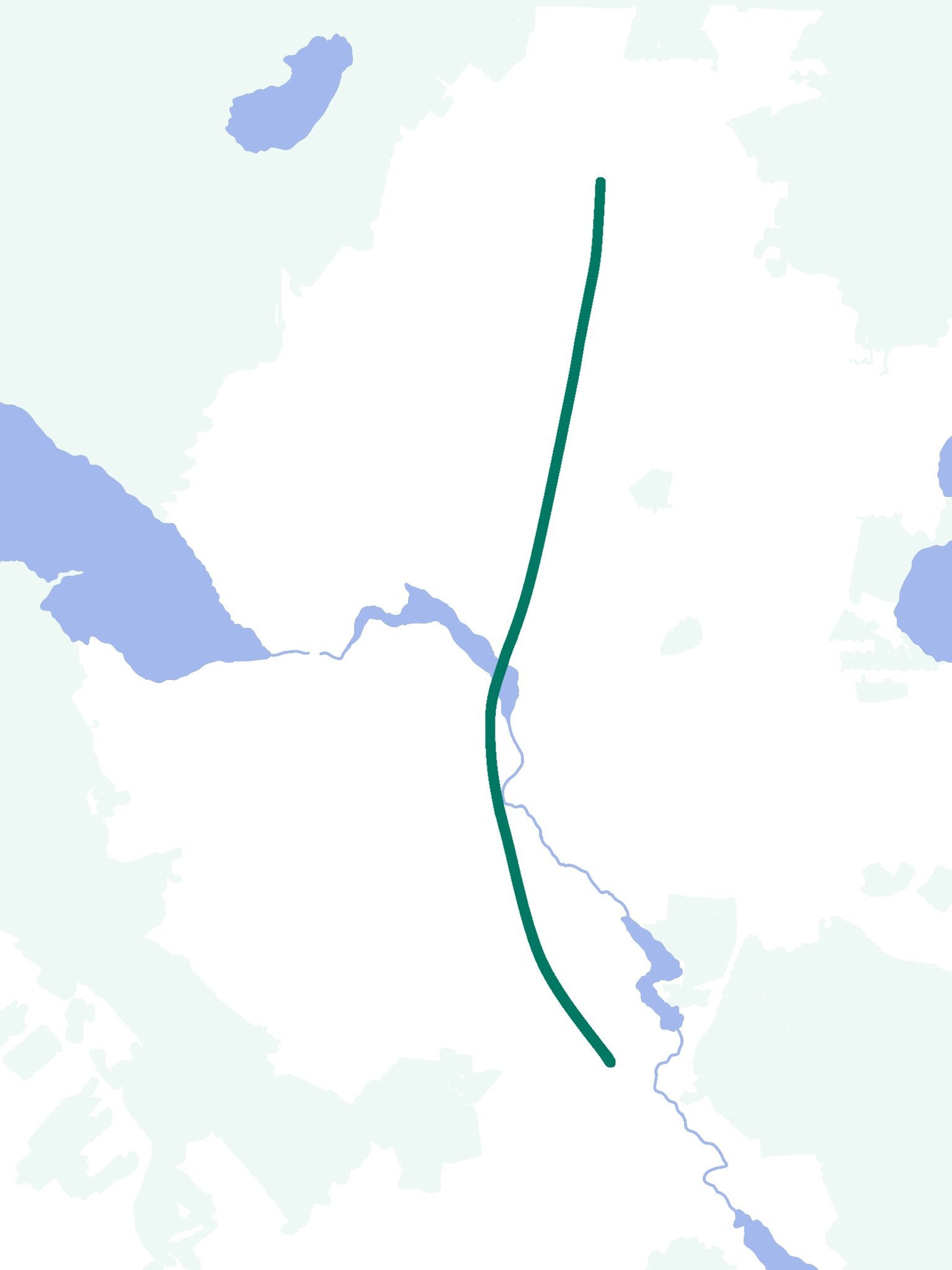
Plan du métro (2019).

Établie en souterrain, la station Ouralmach, est une station de passage de la ligne 1 du métro d'Iekaterinbourg. Elle est située entre la station Prospekt Kosmonavtov, terminus nord de la ligne, et la station Machinostroïteleï, en direction du terminus sud, Botanitcheskaïa.
Elle dispose d'un quai central encadré par les deux voies de la ligne.

## Histoire
La station Ouralmach est mise en service le 27 avril 1991. La station est due aux architectes S. Ziganchine, A. Ivanov, L. Lougovaïa, N. Tchebotariova, V. Kraev, M. Krylova, A. Alexandrovskaïa et aux artistes céramistes V. Egorov.

## Services aux voyageurs

### Desserte
Ouralmach est desservie par les rames de la ligne 1.